# サンカクイ
サンカクイ（三角藺、学名：Schoenoplectus triqueter,シノニムScirpus triqueter）は、単子葉植物カヤツリグサ科に属する植物。茎の断面が三角でイグサに似ている。

## 特徴
サンカクイの和名の由来は、三角形のイグサ（藺草）から。名前の通り、茎の断面は三角で、イグサに似た姿をしている。
湿地性の多年生草本で、大きな群落を作る。地下茎は水中の泥の中で横に這い、まばらに花茎を上に伸ばす。花茎は高さ1m程に伸び、太さは1cm近くなる。深緑色でつやがあり、やや硬い。花茎の基部には少数の長い鞘があり、葉身が数センチの長さで生じるので、花茎の下の方に小さな葉が着いているような形になる。花茎は根元から先端までに節がない。
秋には花茎（稈）の先端から花序を生じる。花序のすぐ下に1つの苞があって、花茎の延長のように発達し、先端はとがる。したがって、実際には先の尖った茎の先端より下から、花序が横に出るような姿となる。つまり、イグサのような姿である。
小穂は楕円形から卵形、長さは3cm前後、茶褐色でつやがある。数個がかたまってつくが、一部は短い柄がある。小穂の鱗片は螺旋状につく。果実は熟すると倒卵形。
湿地や浅い池に生育する。やや浅い場所で、一面に繁殖し、まばらな群落を作る。北海道から琉球列島にまで分布し、国外では中国からインドネシア、インド、ヨーロッパにまで分布する。

## 類似の種

### カンガレイ
普通に見かける種で、サンカクイと最もよく似ているのは、カンガレイ (S. triangulatus (Roxb.) Soják) である。花茎の姿、大きさはほぼサンカクイと同じである。異なる点は、
- 地下茎が横に這わず、密な株立ちになること。
- 花茎の基部の鞘に葉身がないこと。したがって、完全に花茎だけの束になっている。
- 小穂が完全にかたまりになってつく。短い柄が出ることがない。

以上の点で、区別は簡単である。この種もサンカクイとほぼ同様の、国内外に広い分布域を持つ（ヨーロッパにはない）。池や湿地に小規模なかたまりで生育している。

### シズイ
シズイ（別名テガヌマイ、S. nipponicus Soják）は、北海道から九州の浅い池などに生える、ややまれな植物。サンカクイに似るが、より柔らかい感じで、葉も数枚が発達する。花茎先端の苞が花茎の延長になる点は共通するが、さらに1つの苞を生じることもある。